# Казакевич, Вечеслав Степанович
Вечеслав Степанович Казакевич (родился 26 сентября 1951 года в посёлке Белыничи Могилевской области, Белоруссия) — русский писатель и поэт. Член Союза Писателей (c 1989 года). Лауреат премии имени М. Горького за лучшую первую книгу.

## Биография
Окончил Ленинградское Высшее военно-политическое училище, служил в армии замполитом роты.
С 1974 по 1979 годы учился на филологическом факультете МГУ, окончил отделение русского языка и литературы.
Сменил несколько мест работы: музей-заповедник Чехова в Мелихове, НИИ (переводчик), архив.
Стихи публиковались в журналах «Юность», «Литературная учёба», в сборнике «День поэзии», в альманахе «Поэзия» и др. Участник VIII Всесоюзного совещания молодых писателей.
С 1993 года проживает в Японии.
В переводе на японский вышла книга эссе «Прославление заката» (Ракудзицу райсан『落日礼讃 — Токио: издательство Гунзося, 2004). 
Работал в Университете иностранных языков Осака.  Работал  приглашённым профессором, затем полным профессором в Университете Тояма. В настоящее время оставил преподавательскую должность.
Жена: Маргарита Казакевич, профессор в Университете Тояма. Сын: Всеволод (Сева) Казакевич.

### Книги стихов
- Праздник в провинции: Стихотворения / Предисл. Р. Бородулина. — М.: Молодая гвардия, 1985. — 32 с. — 8000 экз. (Молодые голоса).
- Кто назовет меня братом?: Книга стихов/ Художник Г. Басыров. — М.: Современник, 1987. — 108 с.: ил. — 8000 экз. (Новинки «Современника»).
- Лунат. — М.: Межрегион. центр отрасл. информатики Госатомнадзора России, 1998. — 80 с.: портр. — 1000 экз. ISBN 5-86522-011-X
- Ползи, улитка! — М.: Футурум БМ, 2004. — 80 с.: ил. — 1000 экз. (Новая поэзия). ISBN 5-98126-009-2
- Жизнь и приключения беглеца: Избранные стихотворения. — М.: Изд-во Н. Филимонова, 2006. — 126 с. — 750 экз. ISBN 978-5-9900419-3-6
- Сердце-корабль: Избранные стихотворения. — М.: Альманах"Рубеж", 2010. — 132 с. — 1000 экз. ISBN 978-585538-49-1
- Из вихря и луны: Пятая книга стихов. — М.: Изд-во Н. Филимонова, 2013. — 76 с. — 1000 экз. ISBN 978-5-905549-07-6

### Книги прозы
- Ракудзицу райсан 『落日礼讃』 (Прославление заката)/ В переводе на японский язык. — Токио: Гунзося, 2004.
- Охота на майских жуков; Наедине с тобою, брат. — М.: Изд-во Н. Филимонова, 2009. — 188 с. — 2000 экз. ISBN 978-5-9900419-8-1
- За мной придёт единорог. - М.:Изд-во Н.Филимонова, 2016. - 256 с. - 2000 экз. ISBN 978-5-9900419-8-2